# Alicia Asín Pérez
Alicia Asín Pérez (Saragossa, 1982) és una experta espanyola en Intel·ligència Artificial, IoT i Big Data. Cofundadora i Consellera Delegada de Libelium. En 2018 va rebre el premi Dones Innovadores de la UE per la seua labor al capdavant d'una empresa tecnològica aragonesa centrada en la internet de les coses. És enginyera informàtica per la Universitat de Saragossa i es va graduar en ESADE Business School.

## Biografia
Alicia Asín és investigadora, s'enfoca cap al camp del IoT, Internet of Things —Internet de les coses— que es concep com una nova revolució tecnològica, en procés d'implementació. Participa com a oradora en conferències internacionals sobre temes relacionats, per exemple, les ciutats intel·ligents o les xarxes de sensors sense fils
Ha estat la primera dona a rebre el premi Jove Emprenedor Nacional en la reunió de 2014 de la Confederació Espanyola de Joves Emprenedors (CEAJE) i entre 2017 i 2018 es va confirmar la seua capacitat d'innovació amb els Premi Rei Jaume I a l'Emprenedoria (2017) i el premi Dones Innovadores de la UE atorgat pel Consell d'Europa.

El premi atorgat per la UE li ha permès donar visibilitat a les dones en l'àmbit de les enginyeries, un camp en el qual cada vegada hi ha menys dones implicades, i en el qual l'espanyola Alicia Asín, al costat de la suïssa Monique Morrow s'han convertit en referents i exemple de la lluita per la dona per situar-se en llocs de prestigi i responsabilitat. En les seues pròpies paraules: 
Si les xiques no troben dones amb les quals identificar-se, no van a projectar-se en aquests models ni a optar per aquest tipus d'estudis. És un drama major del que sembla. La resposta fàcil és "si les xiques fan infermeria en comptes d'enginyeria serà perquè els agrada més". No podem quedar-nos en una anàlisi tan superficial. En un món cada vegada més digitalitzat, les carreres tècniques i la tecnologia van a ser cada vegada més protagonistes en tots els llocs de responsabilitat. Si les dones comencen a autoexcloure's d'aquests llocs, la bretxa salarial es va a incrementar encara més.
En 2006 va cofundar Libelium amb David Gascón, empresa que presideix, destinada al desenvolupament de sensors per a les ciutats intel·ligents. Alicia defensa que la internet aplicada a les ciutats aconseguirà millorar la qualitat de vida de les persones, i fins i tot, que la democràcia serà més forta gràcies a l'arribada dels serveis d'internet a cada racó de les ciutats.

## Premis
| Premi                                       | Categoria                         | Atorgat per                                           | Any  |
| ------------------------------------------- | --------------------------------- | ----------------------------------------------------- | ---- |
| Women Innovators Awards                     |                                   | Consell d'Europa                                      | 2018 |
| Premi Rei Jaume I a l'Emprenedor            | Emprenedors                       | Fundació Premis Jaume I                               | 2017 |
| Millor Manager d'Aragó                      |                                   | ADEA                                                  | 2016 |
| Fets de Talent                              | Business, advertising and finance | Marca Espanya & Clear Channel                         | 2015 |
| Premi Nacional de Joves Emprenedors         |                                   | Confederació Espanyola Joves Empresaris CEAJE         | 2014 |
| Premi a l'Excel·lència Empresarial          |                                   | ARAME                                                 | 2012 |
| Millor Gerent Comercial                     | Comerç Exterior                   | ADEA                                                  | 2011 |
| Joves emprenedors inspiradors               |                                   | ESADE                                                 | 2011 |
| Emprenedor segle XXI                        |                                   | La Caixa                                              | 2009 |
| Premi Aragó de la Societat de la Informació |                                   | Associació de Telecomunicacions d'Aragó               | 2008 |
| Premi al millor paper                       |                                   | Taller sobre educació en arquitectura de computadores | 2007 |
| Generació XXI                               |                                   | LUA multimèdia i Fundació Emprendre a Aragó           | 2007 |
| Millor Desenvolupament de Recerca           |                                   | Consell Econòmic i Social d'Aragó                     | 2007 |
| Premi IDEA                                  | Millor Idea d'Innovació           | Fundació Emprendre a Aragó                            | 2007 |